# 大波斯菊
大波斯菊（学名：Cosmos bipinnatus； garden cosmos；Mexican aster），又名秋英、波斯菊、秋樱、苕帚梅、笤帚梅、扫帚梅、帚梅、大春車菊、大春菊、格桑花，是菊科秋英属的一年生草本植物，原产於墨西哥海拔1600－2800米的高原地区。
此植物喜阳怕半阴，耐寒性、耐热性一般，是广泛栽培的园艺花卉、切花和干花材料，适於布置花境和花坛，也适宜作为背景花卉材料。由於繁殖力强，常群生，形成花海。
大波斯菊的花朵对鸟类和蝴蝶，如黑脉金斑蝶都很有吸引力。

## 特征

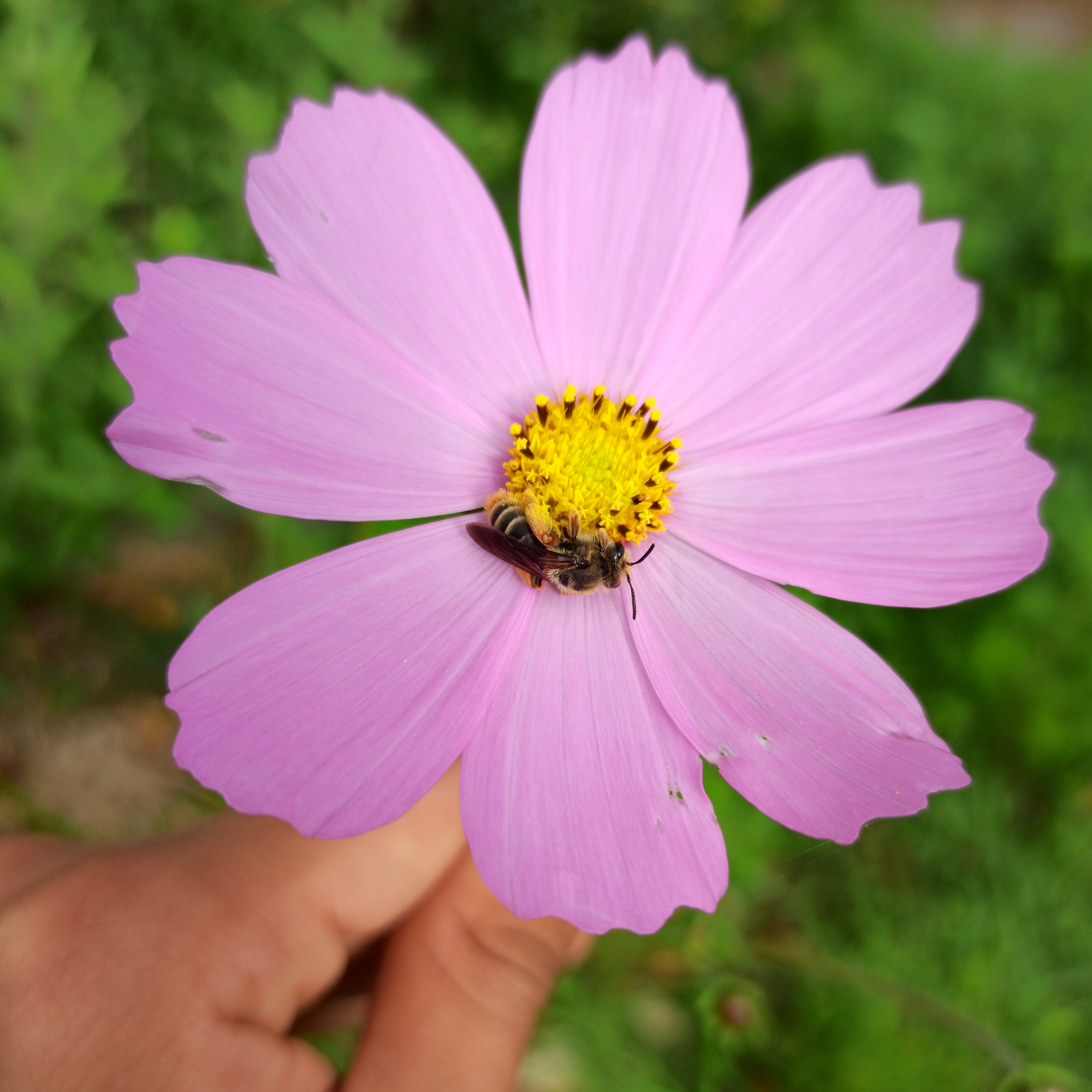
Cosmos bipinnatus

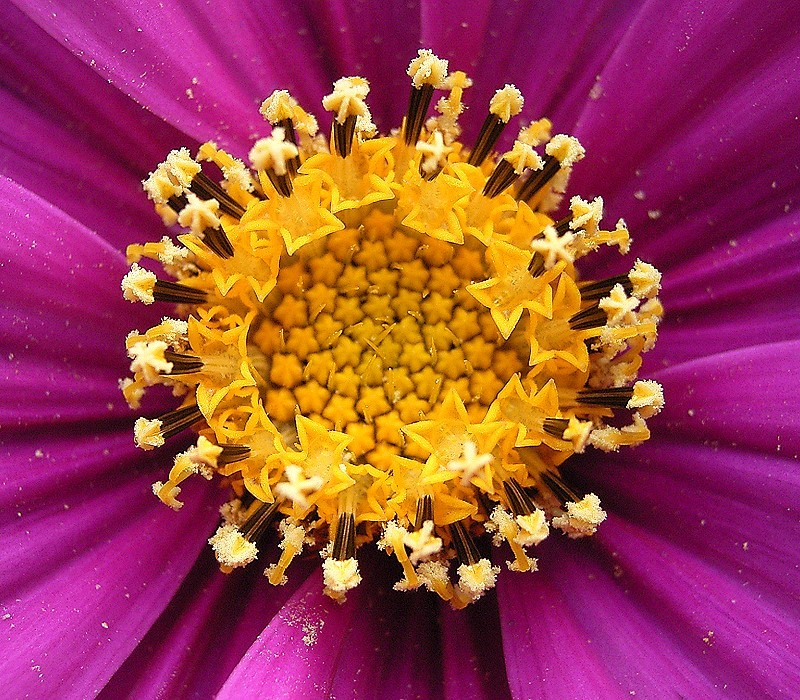
管状花

大波斯菊株高0.3－2米，纺锤形根，多鬚根，茎基生有不定根，细茎光滑、具沟纹或稀被短柔毛，直立生长多分枝，对生单叶狭长，约10厘米，二回羽状复叶全裂，裂片狭线形，叶全缘无锯齿。单枚花直径5－10厘米，具8舌片（花瓣），舌状花舌片为倒卵形或椭圆形，全缘，先端齿裂；中心管状花均为黄色，管部短，顶部为5裂柱形，裂片披針形；花柱分枝細，柱头膨大，具短毛或短披针形附器。头状花序顶生或腋生於花茎上，花茎5－8厘米，总苞片共2层，基部联合，内层卵楔形，薄膜质，外层披針形或狭披針形，近革質，淡綠色且具深紫色條紋，尖端极狭长。瘦果狭长有短喙，棕褐色，具4－5棱，顶端芒刺2－3枚，具倒刺毛，长0.8－1.2厘米，种子寿命3－4年，1000粒大約重6克。
其原种在秋季开粉色花，但改良种的花色包括白、红、紫、黄、橙和複色。此花原种均是单瓣花型，改良种出现了重瓣花型。本是短日照植物，原种为早花型品种，花期8－10月，但也有6月开花的早花型品种；而在温暖地区花期可从秋季至翌年春季。

## 命名

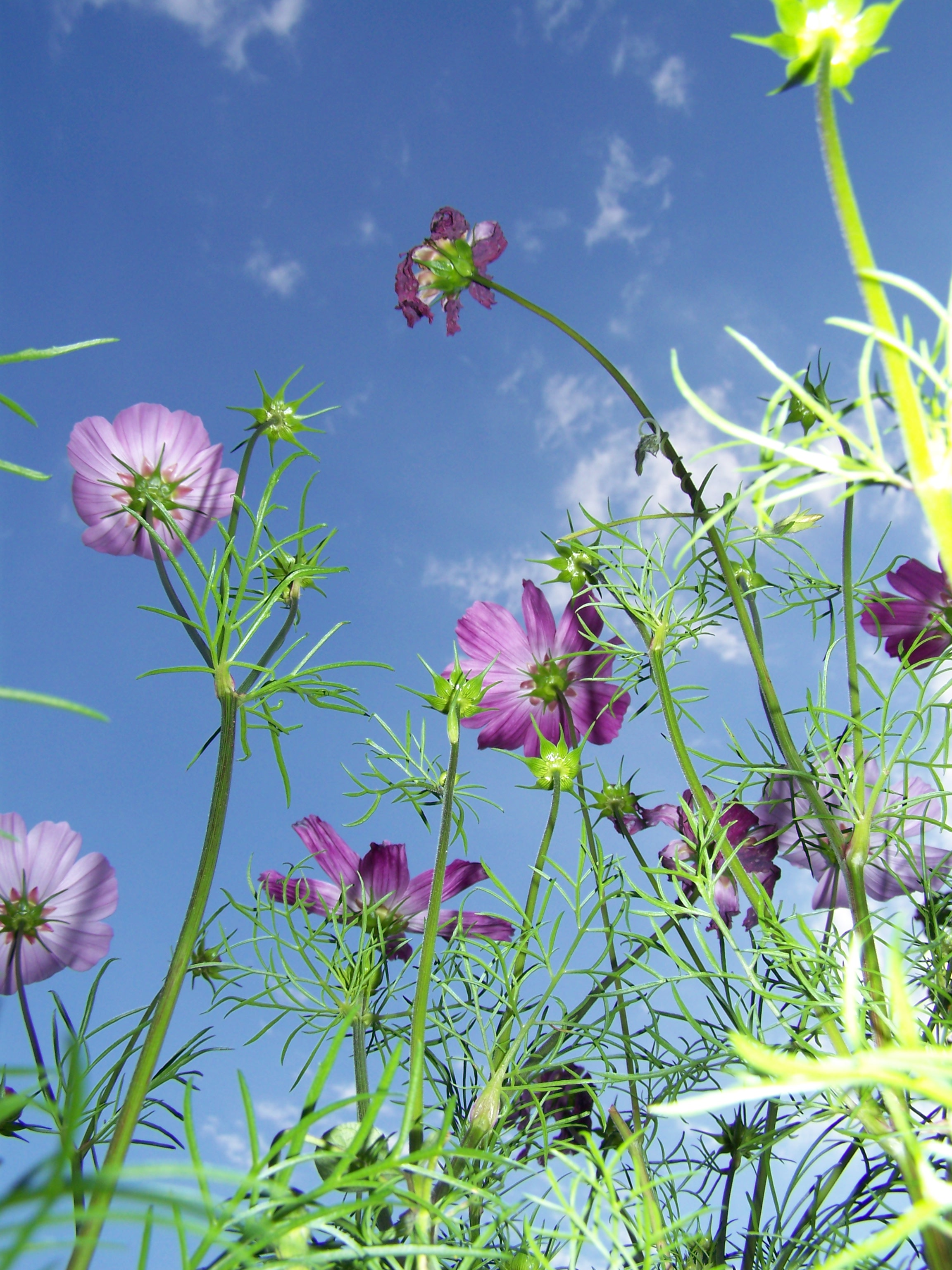
花丛

属名及英文俗名是由西班牙牧师和植物学家安东尼奥·何塞·卡瓦尼列命名的，源於希腊语一词，意为秩序、和谐、饰物、勋章、世界、宇宙，而英语中表示“宇宙”的词之一也是源於这一希腊语单词，拼写与秋英屬的学名完全相同，易引起混淆。不过由於大波斯菊具有很强的适应性和繁殖力，现已在世界上多个国家成为自然生长的野花或园艺栽培花卉，从而根据英文得到“宇宙之花”这一美称。种加词bipinnatus意为“二回羽状的”，反映出其叶的特点。

## 历史
18世紀末，西班牙马德里皇家植物园首次种植大波斯菊，从此大波斯菊被该植物园的园长、大波斯菊的命名人安东尼奥·何塞·卡瓦尼列斯引入欧洲；而日本则是在1887年引进此花。

## 栽培品种
大波斯菊的栽培品种众多，目前主要的栽培品种包括：
- 'Sensation'（轟動）：广泛栽培的高大种。
- 'Versailles'（凡爾賽）、'Sonata'（索那達）：切花贸易用花，矮小种，高度均小於1米。
- 'Daydream'（白日夢）：特点是花朵白色，且花朵内部有粉红色环纹。
- 'Seashells'（海貝）：特点是舌狀花的花瓣捲成管狀，但有機率退化成平辦。
- 'Double Click'：特点是花型为重瓣。
- 'Yellow Garden'（黃色花園）、'Yellow Campus'：日本玉川大学培育的黄色栽培婆品种。
- 'Orange Campus'：日本玉川大学培育的橙色栽培品种。
- 'Yellow Crimson Campus'：日本玉川大学培育的红黄複色栽培品种。
- 'Deep Red Campus'：日本玉川大学培育的深红色栽培品种。
- 'Picotee Cosmos'：紋瓣品種。
- 'XANTHOS'：少見的黃花品種。

| 栽培品种   | 栽培品种   | 栽培品种   | 栽培品种           |
| ---------- | ---------- | ---------- | ------------------ |
|            |            |            |                    |
| 白色“海貝” | 粉色“海貝” | 複色“海貝” | 重瓣'Double Click' |

## 生长与养护

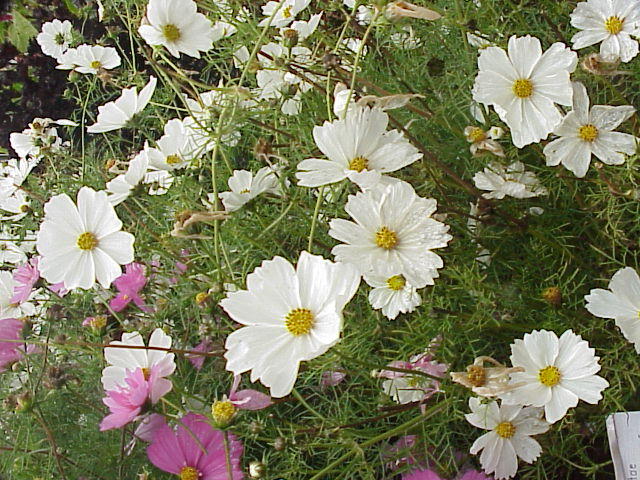

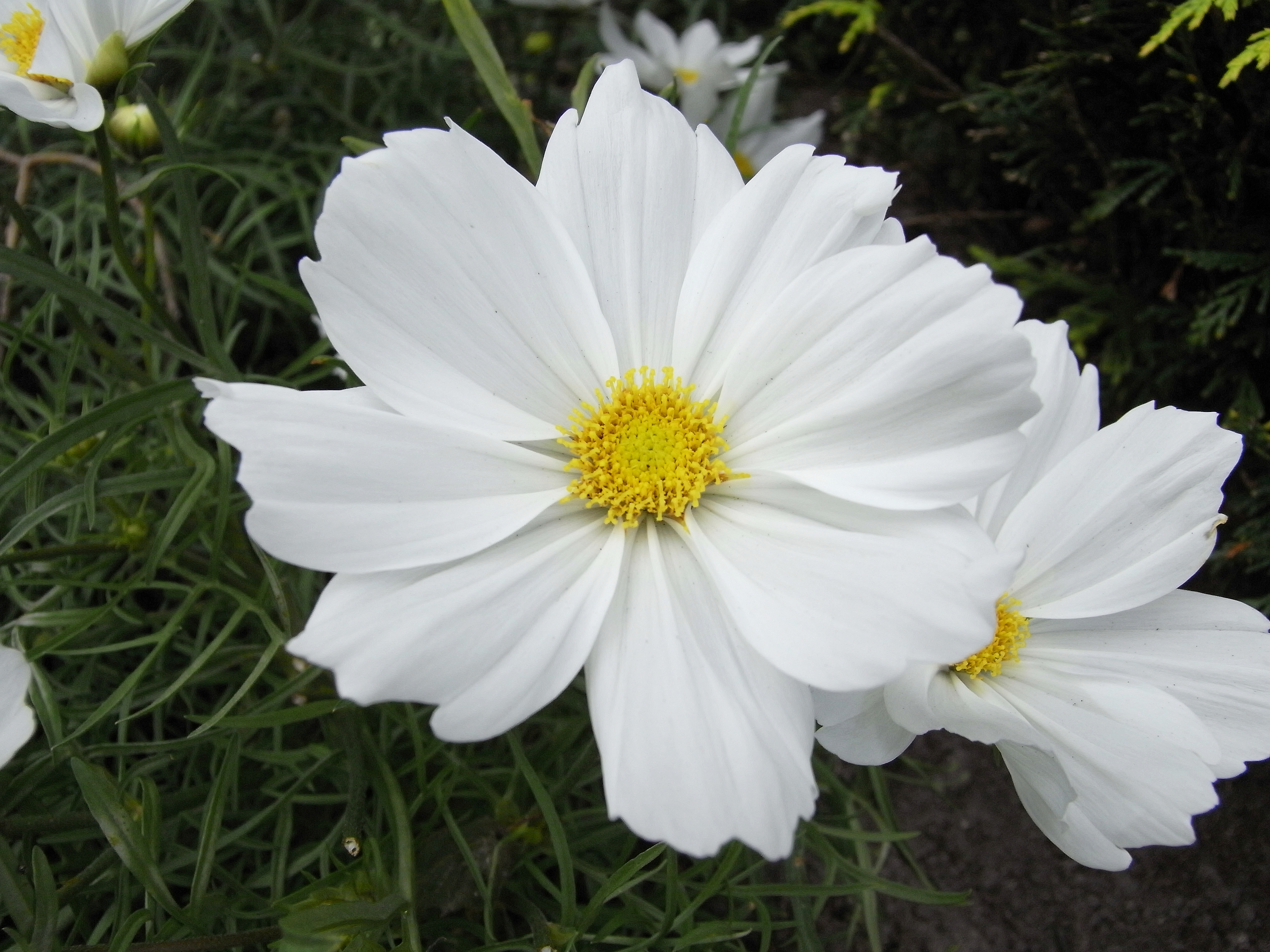

大波斯菊生长在墨西哥的碱性土壤地区，因此适宜土壤pH为6.0－8.5。可以播种或扦插的方式栽培繁殖，播种後需7－10日发芽，最适温度为24°C，发芽60－90日後开花；若扦插繁殖则在15－18天後生根。出芽後的植株耐旱能力强，不易受病虫侵害，但亦会受叶斑病、白粉病、蚜虫、金龟子、叶螨等病虫害的侵袭。阳光明媚的天气有利于开花，但也可在半阴条件下生长。喜湿，因此需要充足水分和湿度，但忌积水。耐贫瘠沙质土壤，忌肥力过度，否则会造成疯长而倒伏，因此要适当施肥。幼株长出4－5片真叶时移植，并进行第一次摘心。由於大波斯菊植株高大，为防止倒伏，可在生长过程中多次摘心，以增加分枝，并可使植株变矮，有时也可设立支柱以支撑较高的植株。春播苗在夏季炎热时开花，高温使其叶茂花少，结籽率也较低；而夏播苗在秋季开花，温度适宜，因此株形整齐矮小，开花多，结籽率也会较高。待瘦果成熟後，一旦开始变黑即采收，且应在清晨湿度高时进行，如果到午间瘦果干透时采收，瘦果一触即散落，不利于采收。还要注意的是，若作为种子生产用，不同栽培品种的种子需要分开种植，否则互相杂交会使各品种的优良性状退化。若作为切花原料采收，则应在清晨气温较低时进行，且采收後应立即插入冷水中保持低温。

## 繁殖
繁殖秋英以播種為主，秋天及早春均可播種，種子發芽率一般很高，發芽適溫為攝氏24度，播種介質宜用疏水而帶腐殖質風土壤，並須保持濕度。種子約7至10天可發芽，待長出6至8枚葉片後便可進行定植上盆。在幼苗生長至15厘米高左右時，最好摘心，便側枝發育，促進多分側枝，不但可使花苗增多，同時亦可避免植株過高過瘦，減少花枝倒伏。由種子發芽生長至開花約需60至90天，視乎不同品種。
秋英對土質要求不高，可生長在任可土壤但要求排水良好的介質，因此，以砂質土壤種植較為理想。種植前，土壤宜加入充份腐熟有機肥料作基肥，以及維持酸鹼值(pH)於6至6.5之間。上海菊(秋英)雖可以短暫耐旱，但充足的水分有利健康生長，一旦乾旱失水後再澆水，就很難恢復其生長勢。培養期間可視乎狀況每隔三至四周施肥一次，同時可加入小量微量元素如銅、錳、硼等。如葉盛花弱，則應減少氮肥分量，以抑制業的生長。土壤太貧瘠，則生長纖弱。
如植株因溫度過高或過低而呈半休眠狀態，應停止施肥。植株生長溫度為攝氏12至15度，若冬季溫度低於攝氏10度時，植株生長便會相對地緩慢，但逾攝氏35度以上時，植株更會停止生長，進入休眠狀態。大波斯菊屬於喜光性花卉，如光照不足，常會導致葉片柔軟、花蕾減少，花朶變少及花色變淡。陽光充足則花色鮮豔及開花不斷。花期後即去掉殘花，以促進新的花芽生長。

## 防治病蟲害
大波斯菊一般不易受病蟲侵害，少數病害除外。莖和葉如突然枯萎，是因細菌性枯萎病引致，受病害入侵的莖部會腐爛變軟。大波斯菊亦會受潰瘍病菌入侵，病菌會在大波斯菊開花後入侵並圍繞莖部，最終殺死莖部。如發現這病害，應立即除去受病害入侵部分，並在初秋消除仍在地下的其餘部分。

## 化学成分
大波斯菊含黄酮类物质大波斯菊甙（Cosmosiin，芹菜素-7-葡萄甙），具有抗炎作用，可抑制白细胞介素-5。白细胞介素-5是嗜酸粒细胞增多症（eosinophilia）的趋化因子，此细胞因子是造成过敏性炎症的重要物质。

## 園藝應用及經濟價值
大波斯菊花色艷麗，品系繁多，開花期可達數月，除可以用作花壇堆砌種植、盆植及屋頂花園應用外，還是很好的插花材料。大波斯菊更可用大片群植於路邊或斜坡上，構成一片色彩豐富的花海，在微風中搖曳，可觀性甚高。大波斯菊的花、葉均可入藥，味微苦辛、性涼。有清熱的功效。大波斯菊也普遍栽種作觀賞花卉及切花用途。

## 文化
大波斯菊的花语是少女的真心、少女的純情、清净、高洁、自由、爽朗、永远快乐。
山口百惠的歌曲《秋桜》就是描写这种花卉，表现了出嫁前的女儿对母亲的感恩与不舍。
此花现广泛种植于中国藏区，被人称为格桑花之一种，是拉萨市市花。
传说中，如果遇见了这种又被称为“八瓣梅”的花，是一件吉祥的事。
上世纪三十年代，朝鲜半岛著名歌手朴响林(朝鲜语：박향림)演唱的歌曲《大波斯菊的叹息(코스모스 탄식)》，借花表达中朝异国恋的哀愁，传唱至今。

## 花語
少女情懷，少女之心，純潔的心，謙虛，和諧，自由，爽朗，永遠快樂。